# Fumana
Fumana és un gènere de plantes classificat a la família de les cistàcies. Compta amb una seixantena d'espècies És un gènere principalment distribuït dins la regió mediterrània. Als Països Catalans són autòctones Fumana laevipes, Fumana thymifolia, Fumana ericoides i Fumana procumbens.

## Taxonomia
- Fumana aciphylla Boiss.
- Fumana anatolica Hausskn. ex Bornm.
- Fumana arabica Spach
- Fumana arbuscula Ball
- Fumana baetica J.Güemes
- Fumana barrelieri Rouy i Foucaud
- Fumana bonapartei Maire i Petitm.
- Fumana coridifolia (Vill.) P.Fourn.
- Fumana ericifolia
- Fumana ericoides
- Fumana fontanesii
- Fumana fontqueri
- Fumana grandiflora
- Fumana × heywoodii
- Fumana juniperina
- Fumana lacidulemiensis
- Fumana laevipes
- Fumana laevis
- Fumana oligosperma
- Fumana paphlagonica
- Fumana procumbens
- Fumana scoparia
- Fumana thymifolia
- Fumana trisperma